# Getsovo
Getsovo (bulgariska: Гецово) är ett distrikt i Bulgarien.   Det ligger i kommunen Obsjtina Razgrad och regionen Razgrad, i den nordöstra delen av landet, 270 km öster om huvudstaden Sofia.
Trakten runt Getsovo består till största delen av jordbruksmark. Runt Getsovo är det ganska glesbefolkat, med 39 invånare per kvadratkilometer.